# Józef Bielski (kasztelan halicki)
Józef Bielski z Olbrachcic herbu Jelita (zm. 17 maja 1774 we Lwowie) – kasztelan halicki w 1771 roku, chorąży lwowski w latach 1758-1761, starosta czerwonogrodzki, starosta rabsztyński (starostwo to Antoni Bielski w 1749 zamienił mu na czerwonogrodzkie), starosta rohatyński. 
Syn Bogusława Bielskiego i jego żony Anny Szeptyckiej.
Jego pierwszą żoną była Józefa z Ostrorogów, drugą – Konstancja z Bekierskich herbu Jastrzębiec, której mężem po śmierci Józefa Bielskiego został Kasper Rogaliński. Nagrobek Konstancji z Bekierskich znajduje się na cmentarzu we wsi Bielawińce (obecnie w rejonie buczackim obwodu tarnopolskiego Ukrainy).